# Josep Señé
Josep Señé Escudero (Sant Cugat del Vallès, 10 december 1991) is een Spaans voetballer die bij voorkeur als vleugelspeler speelt.
Hij tekende in 2016 bij Celta de Vigo.

## Clubcarrière
Señe verruilde in 2010 Terrassa voor Real Madrid C. In 2013 trok hij naar Real Oviedo, waarvoor hij reeds een jaar op uitleenbasis speelde. In 2015 trok de vleugelspeler naar Celta de Vigo. Op 28 november 2015 debuteerde hij in de Primera División tegen Sporting Gijon. In zijn eerste seizoen kwam Señe tot een totaal van acht competitieduels voor Celta de Vigo.